# Kotor (município)
Kotor ou Cátaro é um município de Montenegro. Sua capital é a cidade de Kotor.

## Principais Localidades
- Kotor
- Gornji Orahovac
- Donji Orahovac
- Risan
- Perast

## Demografia
De acordo com o censo de 2003 a população do município era composta de:
- Montenegrinos (46,85%)
- Sérvios (30,65%)
- Croatas (7,84%)
- Muçulmanos por nacionalidade (0,46%)
- Albaneses (0,27%)
- Bósnios (0,07%)
- outros (3,33%)
- não declarados (10,51%)